# 안니발레 프로시
안니발레 프로시(이탈리아어: Annibale Frossi anˈniːbale ˈfrɔssi[*]; 1911년 7월 6일, 프리울리-베네치아 줄리아 주 무차나 델 투르냐노 ~ 1999년 2월 26일, 롬바르디아 주 밀라노)는 이탈리아의 전 축구 선수이자 감독으로, 현역 시절 공격수로 활동했다.
프로시는 유년 시절 근시로 인해 현역 시절에 안경을 쓴 것으로 회자된다. 현역 시절, 그는 이탈리아 선수단 일원으로 1936년 하계 올림픽에 참가해 득점왕으로 대회를 마무리했다. 감독으로서, 그는 수비 전술에 중점을 둔 빗장 전법을 고안해 낸 것으로 알려져 있다.

## 클럽 경력
무차나 델 투르냐노 출신인 프로시는 우디네세에서 프로 무대 신고식을 치르고, 세리에 B에서 오랜 기간 활약하다가(그 동안 파도바, 바리, 라퀼라를 거쳤다) 암브로시아나-인테르에 입단하였고, 1936년 6월 21일에 미트로파컵 경기에서 처음으로 출전했다. 그 후로, 프로시는 비토리오 포초 국가대표팀 감독이 이끄는 선수단에 발탁되어 1936년 하계 올림픽에 참가해 많은 득점을 올리며 금메달을 견인했다. 이후 프로시는 1936년부터 1942년까지 파랑 검정 줄무늬 유니폼을 입고 1938년과 1940년에 두 차례 리그를 우승하고 방패(scudetto)를 손에 넣었고, 1939년에는 코파 이탈리아도 우승했다. 그는 인테르나치오날레 소속으로 147번의 경기에 출전해 49골을 기록했고, 이 중 리그에서 125경기에 출전해 40골을 기록했다. 제2차 세계 대전이 한창인 가운데, 그는 1942년부터 1943년까지 프로 파트리아에서, 그리고 1945년에 코모에서 활약하고 은퇴했다.

## 국가대표팀 경력
프로시는 1936년부터 1937년까지 이탈리아 국가대표팀 경기에 5번 출전해 8골을 기록했다. 그는 비토리오 포초 국가대표팀 감독의 부름을 받아 베를린에서 열린 1936년 하계 올림픽에 참가해 이 대회에 참가한 선수들과 나란히 1-0으로 이긴 미국과의 8월 3일 경기에서 첫 국가대표팀 경기를 치렀고, 결승골을 득점했다. 그는 결승전을 포함하여 이탈리아가 출전한 4경기에서 모두 득점을 올려 금메달을 견인했고, 7골로 득점왕에 등극했다. 그는 1937년에 3-2로 이긴 오스트리아와의 3월 21일 2군 경기에도 1번 더 출전했다. 그는 1936년 4월 25일에 올림픽이 아닌 경기로는 처음이자 마지막으로 출전했는데, 헝가리와의 경기에 출전해 득점을 올려, 2-0 승리에 일조했다.

## 경기 방식
프로시는 공을 잡을 때와 무관하게 발이 매우 빠른 우측 공격수로, 예리한 골 결정력을 겸비해 중앙 공격수로도 뛸 수 있었다. 잔니 브레라 기자는 그가 주력, 활력, 그리고 적응력이 뛰어났다고 평했다. 그는 천부적인 재능이 뛰어난 선수는 아니었고, 근시가 심해 안경을 쓰고 경기를 뛰어야 했기에 공중 경합이나 운동 신경도 떨어지는 편이었다는 점을 덧붙였다. 비토리오 포초는 문전에서 득점 기회를 잘 잡는다고 묘사했다. 프로시는 정확하게 골문을 노리며, 문전 밖에서도 표적을 잘 맞추었으며, 전술적 지능이 뛰어나 정지 상황에서 자신의 역할을 수행하는데 도가 텄다.

## 감독 경력
축구화를 벗은 지 얼마 지나지 않아, 프로시는 감독이 되어 제노아, 나폴리, 몬차, 토리노, 모데나, 트리에스티나는 물론 인테르나치오날레의 지휘봉을 잡았지만 그리 큰 성과를 내지는 못했다. 그는 5-4-1 배치 형태를 고안했고, 몇몇 전술가와 함께 "빗장 전법"(catenaccio)을 고안해냈다. 프로시는 "가장 완벽한 축구 경기의 결과는 0-0이다. 왜냐 하면 경기에 뛰는 선수들의 공수가 균형이 맞기 때문이며, 양쪽 모두 실수를 하지 않았다는 증거다"라고 입버릇처럼 말한 것으로 알려져 있다.
12경기 동안 지속된 인테르나치오날레 임기에, 프로시는 공격 축구 신봉자인 루이지 페레로와 겸임했다. 비록 11경기 무패 행진을 기록했지만, 인테르나치오날레는 그의 전술에 불만을 보이며 해임시켰고, 엔초 베아르초트와 같은 거물 선수와 페레로의 손을 들어준 것으로 추정된다. 이에도 불구하고, 프로시, 네레오 로코, 이후의 엘레니오 에레라가 고안한 수비 지향적 축구 이론이 이탈리아 축구에서 인테르나치오날레 임기 이후 25년 혹은 그 이후에 대세가 되었다.
많은 이탈리아의 전술가들과 마찬가지로, 공격 축구와 수비 축구 신봉자들 간의 불화가 계속되었다. 그러나, 국제 무대에서, 공수 양면에 균형을 추구했던 감독이 더 선전한 것으로 결과가 났는데, 1990년대 초 세계 무대를 평정한 밀란의 아리고 사키 감독과 1982년 월드컵을 우승한 엔초 베아르초트 감독을 예시로 들 수 있다.

## 축구 외
프로시는 법학을 전공했다. 그는 이후 알파 로메오의 산업 부서장을 역임했고, 말년에는 밀라노에 본사를 둔 코리에레 델라 세라(Corriere della Sera)지에서 사설을 기고했다. 1999년 2월 27일, 프로시는 폐렴이 발병한 후 밀라노의 성 라파엘레 병원에서 향년 87세로 영면에 들었다. 사후, 그의 고향 우디네의 프리울리 경기장 근처 길이 그를 기리기 위해 프로시의 이름을 따 개칭되었다.

## 수상

### 클럽
인테르나치오날레
- 세리에 A: 1937–38, 1939–40
- 코파 이탈리아: 1938–39

### 국가대표팀
이탈리아
- 하계 올림픽 금메달: 1936

### 개인
- 올림픽 득점왕: 1936[3][7]